# Heinz Göhring
Heinz Göhring (* 31. Juli 1935 in Sangerhausen; † 9. März 2000) war ein deutscher Soziologe und Dolmetscher.

## Leben und Ausbildungen
Heinz Göhring schloss 1959 sein Studium in Heidelberg als Diplom-Dolmetscher für Englisch und Spanisch ab und war 35 Jahre lang in diesem Beruf tätig. Nach einem weiteren Studium in Heidelberg mit den Fächern Ethnologie, Soziologie, Volkswirtschaft und Politologie promovierte er 1966 mit einer Arbeit über die Baluba im heutigen Zaire.
Zwischen 1968 und 1970 lebte er in Südspanien.
1995 erkrankte er an Krebs, trat 1997 in den vorzeitigen Ruhestand und starb im Jahr 2000.

## Wirken
1971 wurde er nach Germersheim ans Institut für Allgemeine Sprach- und Kulturwissenschaft berufen. In seiner Lehre strebte er eine Veränderung des Fremdsprachenunterrichts an. Übersetzer und Dolmetscher sollten mehr über Land und Leute wissen. Jeder Studierende sollte die Möglichkeit eines Auslandsaufenthalts erhalten, zum anderen sollte auf dem Lehrplan statt der herkömmlichen Landeskunde eine interkulturelle "Leutekunde" stehen. Er begründete in Deutschland die Disziplin Interkulturelle Kommunikation mit und etablierte dieses Fach als erster an einer deutschen Hochschule. Er beschäftigte sich mit interkulturellen Vergleichen von Verhaltensmustern und Kommunikationsspielen.

## Schriften (Auswahl)
- Interkulturelle Kommunikation; in: Mary Snell-Hornby, Hans Hönig, Paul Kußmaul und Peter A. Schmitt (Hrsg.): Handbuch Translation. Tübingen: Stauffenburg 1998.
- BaLuba: Studien zur Selbstordnung und Herrschaftsstruktur der baLuba.  Meisenheim am Glan, Hain 1970.
- Interkulturelle Kommunikation. Anregungen für Sprach- und Kulturmittler. Tübingen: Stauffenburg 2002.